# Los Tachos
Los Tachos es una Banda Salvadoreña del género reggae fusión formados en el año 2007. Es conocida por su sencillo "El Tren" (Sencillo/evento).

## Historia
Los Tachos, Banda de Reggae nacida en San Salvador, El Salvador, en noviembre de 2007. Debuta en escena junto al mítico grupo jamaicano "The Wailers" en CIFCO en un emotivo concierto. Ese mismo año lanzan su primer sencillo "Dale Amor" con una base Roots Reggae y lírica de unidad. Este sencillo se graba con Roland Flores en la voz, efímero primer vocalista. Los Tachos nace con la mayoría de los integrantes de la primera banda de Reggae Roots Salvadoreña "Anastasio y los del Monte". Enfrenta varios cambios en su alineación durante el 2008 por lo que fue necesario realizar una exhaustiva búsqueda de talentos, que permitió al actual frontman, "El Pana", ingresara al grupo en 2009 para terminar de consolidar la alineación.
En ese año, la banda en su afán de conectarse con su público, lanzó la campaña "Se parte del disco de Los Tachos" la cual consistió en publicar 20 canciones a nivel de preproducción y se invita a los fanes a votar por sus canciones preferidas en un sitio web. Los temas con más votos formarian parte de su primer disco. En 2010, con más conciertos y un creciente grado de aceptación popular, la banda entra al estudio a grabar su primer EP titulado "Positiva resistencia" auto producido y grabado en Skeleto Latin Trip Studio, el cual es presentado en octubre de 2010. De este disco se desprenden tres sencillos: "Positive", "Luna de Mar" e "Inspiración". El 2011 trae la propuesta de la cantante y cineasta Pamela Robin de grabar el próximo disco de Los Tachos en México D.F., es así que la banda inicia el 2012 en el estudio de grabación Bassico-Rec Works en la capital mexicana bajo la dirección musical del productor chileno Roberto Collio, conocido por su trabajo con artistas como Julieta Venegas, Kalimba y Reik entre otros. "Un paso importante para la agrupación es la masterización del disco en el mítico Abbey Road, Inglaterra"
Este nuevo disco titulado "Seducción" representa una búsqueda de consolidar el nuevo sonido de la banda, mezclando los sonidos sintéticos del new wave y synth pop de los 80 junto al ritmo y cadencia del Reggae. El primer sencillo que se desprende de la producción es "El Tren", lazado originalmente el 19 de junio de 2012 y relanzado el 23 de abril de 2013 con la participación de Promusica el cual logra una gran aceptación en el público Salvadoreño.
En octubre de 2013 se lanza el segundo sencillo del disco "Seducción" titulado "S.O.S." y en mayo de 2014 se lanza el tercer y último sencillo con el tema "After Party" dando así concluida la etapa del Seducción. A finales de 2014 comienza una etapa de transformaciones con la salida al extranjero de varios de sus miembros por lo que el proyecto pierde continuidad. No es hasta marzo de 2016 que Los Tachos lanzan un nuevo sencillo para el verano titulado "Summer Party" con Nadia Maltéz como invitada en la voz y coros. En Julio del mismo año se lanza "El Tren" reversionado al ritmo Funk. En abril de 2017 se lanza el sencillo "Esta Noche" canción con base raggamuffin y armonía con aires melancólicos. La banda casi desintegrada a finales del 2017 entra en letargo nuevamente entre 2018-2019 salvo algunas presentaciones con músicos invitados y no es hasta 2020 que regresan con un especial titulado “Los Tachos en tu casa” en el contexto de la pandemia Covid19 y en noviembre de ese año lanzan el sencillo “En La Playa”, tema con base dancehall y estética lofi.
El 2021 ve un resurgimiento de la banda, con más presentaciones en vivo y el lanzamiento del sencillo "Después de Tanto Tiempo" el cual logra posicionarlos de nuevo en la escena local y que marca el inicio del lanzamiento de su próximo disco. Se lanza en febrero del 2022 un nuevo video con ambientación de San Salvador de finales de los años 50s.
En su trayectoria la banda ha alternado escenarios con reconocidas bandas del género como The Wailers, mellow mood, Julian Marley, Los Cafres, Cultura Profética, Gondwana, Nonpalidece así como la banda Good Charlotte.

## Discografía
- Sin miedo (2022)
- Seducción (2013)
- Positiva resistencia (2010)

### Sencillos
- Vitamina' (2022)
- Let's Dance (2022)
- Después de Tanto Tiempo (2021)
- En la Playa (2020)
- Esta Noche (2017)
- El Tren (Versión Funk) (2016)
- Summer Party (2016)
- After Party (2014)
- S.O.S. (2013)
- El Tren (2013)
- Inspiración (2011)
- Luna de mar (2011)
- Positive (2010)
- Dale Amor (2007)

## Miembros actuales
Alexis Pana Hernández
Víctor Navarro El Conejo
Aldo Merino
Roberto Amaya Boby
David "Wayne" Cierra